# Mura (fiume)
La Mura (Mura in sloveno, croato ed ungherese, Mur in tedesco; anche detta la Mur o il Mur, prekmuro Müra, Möra) è un fiume della Mitteleuropa affluente della Drava, e quindi del Danubio.

## Geografia
La sorgente del fiume è nel parco nazionale austriaco degli Alti Tauri a 1.898 metri sul livello del mare. La lunghezza totale è di 454 km, di cui 365 in Austria (70 km formano il confine con la Slovenia).
La più grande città lungo il corso superiore è Graz, nella Stiria attraversata la quale la Mura segna dapprima il confine tra Slovenia e Ungheria, lungo la regione chiamata Oltremura, quindi quello tra Croazia e Ungheria nella regione di Međimurje (intra-Mura).
Il fiume confluisce nella Drava a Legrad, in Croazia, nella regione di Varaždin; la città originalmente si trovava nel Međimurje, ma il fiume ha cambiato il suo corso e il centro abitato si è ritrovato ad essere sulla sponda opposta. Nell'area del Međimurje superiore, nella parte occidentale della regione, la Mura esonda frequentemente e sta spostando lentamente il suo corso a nord, alla sua sinistra.

## Storia
Sin dall'antichità erano presenti sulle rive del fiume numerosi mulini galleggianti. Questa antica tecnica fu adottata in seguito anche da slavi e magiari che si insediarono nella zona successivamente. Fra il 1920 e il 1930, lungo il fiume, molti di questi mulini erano ancora in uso. Uno di questi mulini è ancora in attività oggi; si tratta del Babičev mlin, vicino a Veržej, in Slovenia.
La Mura è conosciuta anche per la presenza di piccole quantità d'oro nelle sue acque; sebbene l'abbondanza del minerale non sia sufficiente per giustificare eventuali attività estrattive, nel passato, a partire già dal 1772, molte persone si dedicarono alla ricerca del minerale lungo il corso d'acqua.